# 1971年スペイングランプリ
1971年スペイングランプリ (1971 Spanish Grand Prix) は、1971年のF1世界選手権第2戦として、1971年4月18日にモンジュイック・サーキットで開催された。
レースは75周で行われ、ティレルのジャッキー・スチュワートが4番手スタートから優勝した。フェラーリのジャッキー・イクスが2位、マトラのクリス・エイモンが3位となった。
本レースはスリックタイヤが使用された最初のF1レースであった。このタイヤはUSAC チャンピオンシップでの経験に基づいて、ファイアストンによって導入された。レースは午前中に開催された。

## レース前
前戦南アフリカGPから6週間の間に非選手権レースが3戦開催された。3月21日にブランズ・ハッチで開催されたレース・オブ・チャンピオンズで、エマーソン・フィッティパルディは四輪駆動車でかつプラット・アンド・ホイットニー製のガスタービンエンジンを搭載するロータス・56Bを実戦走行した。レースはフェラーリのクレイ・レガツォーニが新車312B2で優勝した。しかもレガツォーニの312B2には、ファイアストンのスリックタイヤが初めて装着されていた。その翌週の3月28日にアメリカ・カリフォルニア州のオンタリオ・モーター・スピードウェイで開催されたクエスターGPはF5000との混走で行われ、フェラーリのマリオ・アンドレッティが312Bで優勝したが、ティレルのジャッキー・スチュワートを制するのに苦戦し、フェラーリ陣営にとってのライバルはスチュワートであることを確信した。4月9日にオウルトン・パークで開催されたスプリング・トロフィーはフェラーリが欠場するなど少数の参加にとどまり、BRMのペドロ・ロドリゲスが優勝した。12気筒勢はV型8気筒のフォード・コスワース・DFVエンジン搭載車に比べ、高い競争力を見せた。

## エントリー
1月のブエノスアイレス1000kmレースでイグナツィオ・ギュンティが事故死した責任を問われ、3ヶ月のライセンス停止処分を受けていたジャン＝ピエール・ベルトワーズが復帰した。フェラーリは新車312B2が熟成不十分と判断し、3台とも312Bで臨む。また、本レースからスイス人のペーター・シェッティをチーム監督に迎えた。ティレルはジャッキー・スチュワート用に001を軽量化させた新車003を投入した。ブラバムはノーズのラジエーターが左右に2分割された新車BT34をグラハム・ヒルに用意し、新たに起用されたティム・シェンケンは従来型のBT33を走らせる。BRMは新車P160がジョー・シフェールにも与えられた。ペドロ・ロドリゲスは前年のイタリアGPから登場した新スペックエンジンを使用する。サーティースは新車TS9をロルフ・シュトメレンにも与えた。ウィリアムズはマーチの新車711を走らせる。
ファイアストンはF1で初めてのスリックタイヤ「B25」の供給を始めた。それはグッドイヤーが前戦南アフリカGPで発表したモデルと一致していた。

### エントリーリスト
| チーム                                                     | No. | ドライバー                     | コンストラクター | シャシー | エンジン                         | タイヤ |
| ---------------------------------------------------------- | --- | ------------------------------ | ---------------- | -------- | -------------------------------- | ------ |
| ゴールドリーフ・チーム・ロータス                           | 2   | エマーソン・フィッティパルディ | ロータス         | 72C      | フォード・コスワース DFV 3.0L V8 | F      |
| ゴールドリーフ・チーム・ロータス                           | 3   | レイネ・ウィセル               | ロータス         | 72C      | フォード・コスワース DFV 3.0L V8 | F      |
| スクーデリア・フェラーリ SpA SEFAC                         | 4   | ジャッキー・イクス             | フェラーリ       | 312B     | フェラーリ 001 3.0L F12          | F      |
| スクーデリア・フェラーリ SpA SEFAC                         | 5   | クレイ・レガツォーニ           | フェラーリ       | 312B     | フェラーリ 001 3.0L F12          | F      |
| スクーデリア・フェラーリ SpA SEFAC                         | 6   | マリオ・アンドレッティ         | フェラーリ       | 312B     | フェラーリ 001 3.0L F12          | F      |
| モーターレーシング・ディベロップメンツ・リミテッド         | 7   | グラハム・ヒル                 | ブラバム         | BT34     | フォード・コスワース DFV 3.0L V8 | G      |
| モーターレーシング・ディベロップメンツ・リミテッド         | 8   | ティム・シェンケン             | ブラバム         | BT33     | フォード・コスワース DFV 3.0L V8 | G      |
| ブルース・マクラーレン・モーターレーシング                 | 9   | デニス・ハルム                 | マクラーレン     | M19A     | フォード・コスワース DFV 3.0L V8 | G      |
| ブルース・マクラーレン・モーターレーシング                 | 10  | ピーター・ゲシン               | マクラーレン     | M14A     | フォード・コスワース DFV 3.0L V8 | G      |
| エルフ・チーム・ティレル                                   | 11  | ジャッキー・スチュワート       | ティレル         | 003      | フォード・コスワース DFV 3.0L V8 | G      |
| エルフ・チーム・ティレル                                   | 12  | フランソワ・セベール           | ティレル         | 002      | フォード・コスワース DFV 3.0L V8 | G      |
| ヤードレー・チーム・BRM                                    | 14  | ペドロ・ロドリゲス             | BRM              | P160     | BRM P142 3.0L V12                | F      |
| ヤードレー・チーム・BRM                                    | 15  | ジョー・シフェール             | BRM              | P160     | BRM P142 3.0L V12                | F      |
| ヤードレー・チーム・BRM                                    | 16  | ハウデン・ガンレイ             | BRM              | P153     | BRM P142 3.0L V12                | F      |
| STP・マーチ・レーシングチーム                              | 17  | アンドレア・デ・アダミッチ     | マーチ           | 711      | アルファロメオ T33 3.0L V8       | F      |
| STP・マーチ・レーシングチーム                              | 18  | ロニー・ピーターソン           | マーチ           | 711      | フォード・コスワース DFV 3.0L V8 | F      |
| STP・マーチ・レーシングチーム                              | 19  | アレックス・ソラー＝ロイグ     | マーチ           | 711      | フォード・コスワース DFV 3.0L V8 | F      |
| エキップ・マトラ・スポール                                 | 20  | クリス・エイモン               | マトラ           | MS120B   | マトラ MS71 3.0L V12             | G      |
| エキップ・マトラ・スポール                                 | 21  | ジャン＝ピエール・ベルトワーズ | マトラ           | MS120B   | マトラ MS71 3.0L V12             | G      |
| クラーク＝モーダウント＝ガスリー・レーシング               | 22  | マイク・ボイトラー 1           | マーチ           | 701      | フォード・コスワース DFV 3.0L V8 | F      |
| エキュリー・ボニエ                                         | 23  | ヨアキム・ボニエ 1             | マクラーレン     | M7C      | フォード・コスワース DFV 3.0L V8 | G      |
| ブルックボンド・オクソ・チーム・サーティース               | 24  | ジョン・サーティース           | サーティース     | TS9      | フォード・コスワース DFV 3.0L V8 | F      |
| アウト・モトール・ウント・シュポルト・チーム・サーティース | 25  | ロルフ・シュトメレン           | サーティース     | TS9      | フォード・コスワース DFV 3.0L V8 | F      |
| フランク・ウィリアムズ・レーシングカーズ                   | 26  | デレック・ベル 1               | マーチ           | 701      | フォード・コスワース DFV 3.0L V8 | F      |
| フランク・ウィリアムズ・レーシングカーズ                   | 27  | アンリ・ペスカロロ             | マーチ           | 711      | フォード・コスワース DFV 3.0L V8 | F      |
| ソース:                                                    |     |                                |                  |          |                                  |        |

追記
- ^1 - マシンが準備できず欠場[7]

## 予選
土曜日は大きな嵐に見舞われたため、金曜日のタイムで順位が決定した。フェラーリのジャッキー・イクスがチームメイトのクレイ・レガツォーニにわずか0.1秒差でポールポジションを獲得した。フェラーリ2台とマトラのクリス・エイモンがフロントローに並ぶ。ティレルのジャッキー・スチュワートはBRMのペドロ・ロドリゲスとともに2列目、マトラのジャン＝ピエール・ベルトワーズ、マクラーレンのピーター・ゲシン、フェラーリのマリオ・アンドレッティが3列目に並ぶ。上位8台のうち6台が12気筒車で、非選手権レースで高い競争力を見せた12気筒勢がここでも速さを見せた。

### 予選結果
| 順位    | No. | ドライバー                     | コンストラクター      | タイム | 差   | グリッド |
| ------- | --- | ------------------------------ | --------------------- | ------ | ---- | -------- |
| 1       | 4   | ジャッキー・イクス             | フェラーリ            | 1:25.9 | -    | 1        |
| 2       | 5   | クレイ・レガツォーニ           | フェラーリ            | 1:26.0 | +0.1 | 2        |
| 3       | 20  | クリス・エイモン               | マトラ                | 1:26.0 | +0.1 | 3        |
| 4       | 11  | ジャッキー・スチュワート       | ティレル-フォード     | 1:26.2 | +0.3 | 4        |
| 5       | 14  | ペドロ・ロドリゲス             | BRM                   | 1:26.5 | +0.6 | 5        |
| 6       | 21  | ジャン＝ピエール・ベルトワーズ | マトラ                | 1:26.6 | +0.7 | 6        |
| 7       | 10  | ピーター・ゲシン               | マクラーレン-フォード | 1:26.8 | +0.9 | 7        |
| 8       | 6   | マリオ・アンドレッティ         | フェラーリ            | 1:26.9 | +1.0 | 8        |
| 9       | 9   | デニス・ハルム                 | マクラーレン-フォード | 1:27.1 | +1.2 | 9        |
| 10      | 15  | ジョー・シフェール             | BRM                   | 1:27.3 | +1.4 | 10       |
| 11      | 27  | アンリ・ペスカロロ             | マーチ-フォード       | 1:27.5 | +1.6 | 11       |
| 12      | 12  | フランソワ・セベール           | ティレル-フォード     | 1:27.7 | +1.8 | 12       |
| 13      | 18  | ロニー・ピーターソン           | マーチ-フォード       | 1:27.8 | +1.9 | 13       |
| 14      | 2   | エマーソン・フィッティパルディ | ロータス-フォード     | 1:27.9 | +2.0 | 14       |
| 15      | 7   | グラハム・ヒル                 | ブラバム-フォード     | 1:28.4 | +2.5 | 15       |
| 16      | 3   | レイネ・ウィセル               | ロータス-フォード     | 1:28.6 | +2.7 | 16       |
| 17      | 16  | ハウデン・ガンレイ             | BRM                   | 1:28.6 | +2.7 | 17       |
| 18      | 17  | アンドレア・デ・アダミッチ     | マーチ-アルファロメオ | 1:29.5 | +3.6 | 18       |
| 19      | 25  | ロルフ・シュトメレン           | サーティース-フォード | 1:29.6 | +3.7 | 19       |
| 20      | 19  | アレックス・ソラー＝ロイグ     | マーチ-フォード       | 1:29.8 | +3.9 | 20       |
| 21      | 8   | ティム・シェンケン             | ブラバム-フォード     | 1:30.6 | +4.7 | 21       |
| 22      | 24  | ジョン・サーティース           | サーティース-フォード | 1:30.8 | +4.9 | 22       |
| ソース: |     |                                |                       |        |      |          |

## 決勝
ジャッキー・イクスがスタートで首位に立つが、ジャッキー・スチュワートがイクスを猛追する。スチュワートは6周目にイクスを抜き去った。クリス・エイモンは3周目にクレイ・レガツォーニを抜き、3位を走行する。スチュワートはイクスとの差を広げていき、一時は10秒近くリードした。レガツォーニは13周目に燃料ポンプが故障してリタイアし、ペドロ・ロドリゲスが4位、マリオ・アンドレッティが5位、デニス・ハルムが6位にそれぞれ浮上した。アンドレッティはレース中盤にエンジントラブルでリタイアし、ハルムが5位、ジャン＝ピエール・ベルトワーズが6位となった。イクスは周回数を重ねるたびにマシンが軽くなるとハンドリングが良くなっていき、ラップレコードを更新してファステストラップを記録し、スチュワートに詰め寄ったがあと3.4秒及ばなかった。スチュワートはティレルのマシンによる初勝利を挙げた。

### レース結果
| 順位    | No. | ドライバー                     | コンストラクター      | 周回数 | タイム/リタイア原因 | グリッド | ポイント |
| ------- | --- | ------------------------------ | --------------------- | ------ | ------------------- | -------- | -------- |
| 1       | 11  | ジャッキー・スチュワート       | ティレル-フォード     | 75     | 1:49:03.4           | 4        | 9        |
| 2       | 4   | ジャッキー・イクス             | フェラーリ            | 75     | +3.4                | 1        | 6        |
| 3       | 20  | クリス・エイモン               | マトラ                | 75     | +58.1               | 3        | 4        |
| 4       | 14  | ペドロ・ロドリゲス             | BRM                   | 75     | +1:17.9             | 5        | 3        |
| 5       | 9   | デニス・ハルム                 | マクラーレン-フォード | 75     | +1:27.0             | 9        | 2        |
| 6       | 21  | ジャン＝ピエール・ベルトワーズ | マトラ                | 74     | +1 Lap              | 6        | 1        |
| 7       | 12  | フランソワ・セベール           | ティレル-フォード     | 74     | +1 Lap              | 12       |          |
| 8       | 10  | ピーター・ゲシン               | マクラーレン-フォード | 73     | +2 Laps             | 7        |          |
| 9       | 8   | ティム・シェンケン             | ブラバム-フォード     | 72     | +3 Laps             | 21       |          |
| 10      | 16  | ハウデン・ガンレイ             | BRM                   | 71     | +4 Laps             | 17       |          |
| 11      | 24  | ジョン・サーティース           | サーティース-フォード | 67     | +8 Laps             | 22       |          |
| NC      | 3   | レイネ・ウィセル               | ロータス-フォード     | 58     | 規定周回数不足      | 16       |          |
| Ret     | 2   | エマーソン・フィッティパルディ | ロータス-フォード     | 54     | サスペンション      | 14       |          |
| Ret     | 27  | アンリ・ペスカロロ             | マーチ-フォード       | 53     | エンジン            | 11       |          |
| Ret     | 6   | マリオ・アンドレッティ         | フェラーリ            | 50     | エンジン            | 8        |          |
| Ret     | 19  | アレックス・ソラー＝ロイグ     | マーチ-フォード       | 46     | 燃料ポンプ          | 20       |          |
| Ret     | 17  | アンドレア・デ・アダミッチ     | マーチ-アルファロメオ | 26     | トランスミッション  | 18       |          |
| Ret     | 18  | ロニー・ピーターソン           | マーチ-フォード       | 24     | イグニッション      | 13       |          |
| Ret     | 5   | クレイ・レガツォーニ           | フェラーリ            | 13     | エンジン            | 2        |          |
| Ret     | 25  | ロルフ・シュトメレン           | サーティース-フォード | 9      | 燃圧                | 19       |          |
| Ret     | 15  | ジョー・シフェール             | BRM                   | 5      | ギアボックス        | 15       |          |
| Ret     | 7   | グラハム・ヒル                 | ブラバム-フォード     | 5      | ステアリング        | 10       |          |
| ソース: |     |                                |                       |        |                     |          |          |

優勝者ジャッキー・スチュワートの平均速度
156.428 km/h (97.200 mph)
ファステストラップ
- ジャッキー・イクス - 1:25.1（69周目）

ラップリーダー
太字は最多ラップリーダー
- ジャッキー・イクス - 5周 (1-5)
- ジャッキー・スチュワート - 70周 (6-75)

達成された主な記録
- ドライバー
  - 10回目の表彰台: クリス・エイモン[3]
  - 初完走: ティム・シェンケン[15]、ハウデン・ガンレイ[16]
- コンストラクター
  - 初優勝: ティレル[3]

## 第2戦終了時点のランキング
|         | 順位 | ドライバー               | ポイント |
| ------- | ---- | ------------------------ | -------- |
| 1       | 1    | ジャッキー・スチュワート | 15       |
| 1       | 2    | マリオ・アンドレッティ   | 9        |
| 5       | 3    | ジャッキー・イクス       | 6        |
| 1       | 4    | クリス・エイモン         | 6        |
| 2       | 5    | クレイ・レガツォーニ     | 4        |
| ソース: |      |                          |          |

|         | 順位 | コンストラクター  | ポイント |
| ------- | ---- | ----------------- | -------- |
|         | 1    | フェラーリ        | 15       |
|         | 2    | ティレル-フォード | 15       |
| 1       | 3    | マトラ            | 6        |
| 1       | 4    | ロータス-フォード | 3        |
| 5       | 5    | BRM               | 3        |
| ソース: |      |                   |          |

- 注:  トップ5のみ表示。前半6戦のうちベスト5戦及び後半5戦のうちベスト4戦がカウントされる。